# Mex (Valais)
Pour les articles homonymes, voir Mex.
Mex est une localité et une ancienne commune suisse du canton du Valais située dans le district de Saint-Maurice.

## Géographie
Mex est situé à 1 146 m d'altitude sur une corniche de la rive gauche du Rhône, à l'est des dents du Midi.

## Population et société

### Gentilé
Les habitants de la localité se nomment les Mélaires ou Mélères.

### Démographie
L'ancienne commune comptait 124 habitants en 1850, 151 en 1900, 109 en 1950 et 106 en 2000.

## Histoire
Le nom du village est attesté sous la forme « Meys » en 1298. Mex compte 124 habitants en 1850, 151 en 1900, 109 en 1950, 106 en 2000. Le village appartient à la Savoie jusqu'en 1476, puis les sept dizains valaisans lui confient la garde des cols de Salanfe et de la Balmaz. Commune indépendante de Saint-Maurice entre 1338 et 1362, son statut est flou de 1802 à 1811. Réuni alors à Saint-Maurice, Mex s'en sépare après 1816. De nombreux conflits opposent Mex à Saint-Maurice aux XIVe, XVIe, XVIIe et XIXe siècles, et à Vérossaz entre le XVIe et le XVIIe siècle. Mex a toujours fait partie de la paroisse de Saint-Maurice et dispose d'une chapelle dédiée à saint Florentin depuis 1906. Malgré une carrière d'ardoise, une caisse Raiffeisen (1928), la route carrossable (1930), le réseau électrique, un hôtel (1931) et un institut de rééducation (La Fontanelle), l'économie essentiellement alpestre de la commune dépérit après 1945. L'école primaire, fermée en 1961, rouvre en 1983, et la commune possède une bibliothèque dès 1987.
Le 1er janvier 2013, Mex fusionne avec la commune de Saint-Maurice.

## Héraldique
| Blason | Blasonnement : « D'argent à trois maisons de gueules posées en pal, accostées de deux vergettes ondées d'azur, elles-mêmes accostées de deux mélèzes arrachés de sinople fûtés de gueules. » |

Les armoiries de Mex sont adoptées en 1935. Les cours d'eau représentés sont le Saint-Barthélemy et le Mauvoisin. Les trois maisons sont une référence à la légende selon laquelle trois héros auraient créés trois familles après avoir débarrassé les lieux d'un monstre. Les mélèzes représentent une paronomase avec le nom des habitants de Mex, les Mélères.

### Fonds d'archives
- Fonds : Mex, Commune / Bourgeoisie (ca. 1437-20e siècle) [5,43 mètres].  Cote : CH AEV, AC Mex. Sion : Archives de l'État du Valais (présentation en ligne).